# Младен Иванич
Младен Иванич (на сръбски: Младен Иванић) е сръбски политик и сръбски член на председателството на Босна и Херцеговина.

## Биография
Младен Иванич е роден на 16 септември 1958 година в град Сански мост, Босна и Херцеговина. През 1971 година се премества да живее в Баня Лука. През 1981 година завършва Стопанския факултет в Баня Лука, а през 1984 година получава магистратура в Стопанския факултет, Белград. 